# Département de Mayor Luis Jorge Fontana
Le département de Mayor Luis Jorge Fontana est une des 25 subdivisions de la province du Chaco, en Argentine. Son chef-lieu est la ville de Villa Ángela.
Le département a une superficie de 3 708 km2. Sa population s'élevait à 53 550 habitants au recensement de 2001.

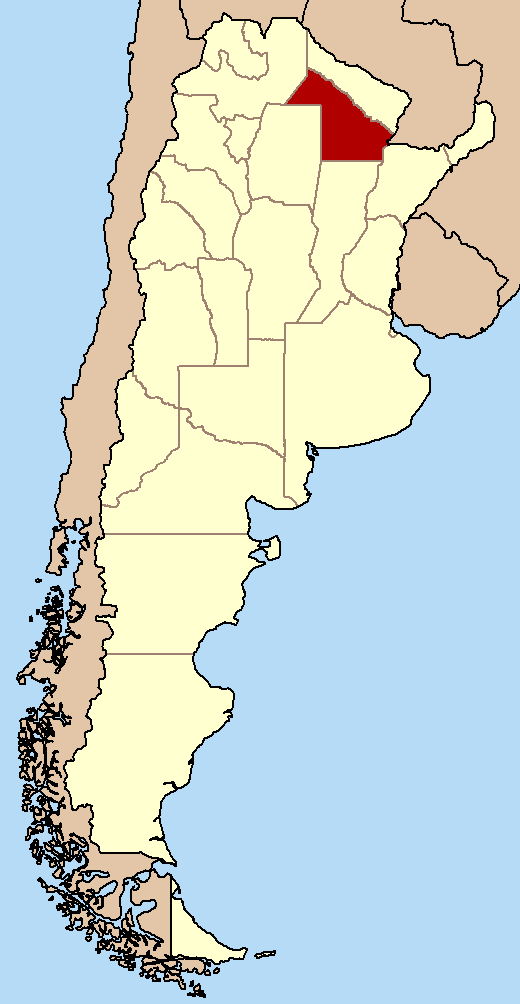
Localisation de la province du Chaco en Argentine.